# Геометрическая оптика
Геометри́ческая о́птика — раздел оптики, изучающий законы распространения света в прозрачных средах, отражения света от зеркально-отражающих поверхностей и принципы построения изображений при прохождении света в оптических системах без учёта его волновых свойств.
Основное понятие геометрической оптики — это световой луч. При этом подразумевается, что направление потока лучистой энергии (ход светового луча) не зависит от поперечных размеров пучка света.
Законы геометрической оптики являются частным предельным случаем более общих законов волновой оптики, в предельном случае стремления длины световых волн к нулю. Так как свет физически является распространением электромагнитной волны, происходит интерференция, в результате которой ограниченный пучок света распространяется не в каком-то одном направлении, а имеет конечное угловое распределение, то есть наблюдается дифракция. Интерференция и дифракция находятся вне предмета изучения оптических свойств оптических систем средствами геометрической оптики. Однако, в тех случаях, когда характерные поперечные размеры пучков света достаточно велики по сравнению с длиной волны, можно пренебречь дифракционной расходимостью пучка света и считать, что лучи света распространяются по отрезкам прямых, до преломления или отражения.
Геометрическая оптика неполно описывает оптические явления, являясь упрощением более общей волновой оптической теории. Но широко используется, например, при расчёте оптических систем, так как её законы математически более просты по сравнению с обобщающими волновыми законами, что существенно снижает математические трудности при анализе и синтезе оптических систем. Приблизительная аналогия между геометрической и волновой оптиками — как между ньютоновской механикой и квантовой механикой.
Помимо пренебрежения волновыми эффектами в геометрической оптике также пренебрегают квантовыми явлениями. В геометрической оптике скорость распространения света считается бесконечной (поэтому динамическая физическая задача превращается в чисто геометрическую), однако учёт конечной скорости света в рамках геометрической оптики (например, в астрофизических приложениях) не представляет математической трудности. Кроме того, как правило, не рассматриваются эффекты, связанные с влиянием прохождения света через оптические среды, например, изменения показателя преломления среды под воздействием мощного излучения. Эти эффекты, даже формально лежащие в рамках геометрической оптики, относят к нелинейной оптике. В случае, когда интенсивность светового пучка, распространяющегося в данной среде, достаточно мала для того, чтобы можно было пренебречь нелинейными эффектами, геометрическая оптика базируется на общем для всех разделов оптики фундаментальном законе о независимом распространении лучей (принцип суперпозиции).
Согласно этому принципу, лучи света в среде не взаимодействуют. В геометрической оптике нет таких понятий, как амплитуда, частота, фаза и вид поляризации светового излучения, но и в волновой линейной оптике постулируют принцип суперпозиции. Иными словами, и в волновой линейной оптике, и в геометрической оптике принимается, что лучи света и оптические волны не влияют друг на друга и распространяются независимо.

## Законы геометрической оптики

Отражение луча света от гладкой поверхности

Преломление света на границе раздела двух сред с показателями преломления и (на рисунке)

В основе геометрической оптики лежат несколько простых эмпирических законов:
1. Закон прямолинейного распространения света
2. Закон независимого распространения лучей
3. Закон отражения света
4. Закон преломления света (Закон Снеллиуса, или Снелла)
5. Закон обратимости светового луча. Согласно ему, луч света, распространившийся по определённой траектории в одном направлении, повторит свой ход в точности при распространении и в обратном направлении.

Поскольку геометрическая оптика не учитывает волновой природы света, в ней действует постулат, согласно которому если в какой-то точке сходятся две (или большее количество) систем лучей, то освещённости, создаваемые ими, складываются.
Однако наиболее последовательным является вывод законов геометрической оптики из волновой оптики в эйкональном приближении. В этом случае, основным уравнением геометрической оптики становится уравнение эйконала, которое допускает также словесную интерпретацию в виде принципа Ферма, из которого и выводятся перечисленные выше законы.
Частным видом геометрической оптики является матричная оптика.

## Разделы геометрической оптики
Среди разделов геометрической оптики стоит отметить
- расчёт оптических систем в параксиальном приближении
- распространение света вне параксиального приближения, формирование каустик и прочих особенностей световых фронтов.
- распространение света в неоднородных и неизотропных средах (градиентная оптика)
- распространение света в волноводах и оптоволокне
- распространение света в гравитационных полях массивных астрофизических объектов, гравитационное линзирование.

## История исследований
Евклид в «Оптике» показал прямолинейность распространения света.
Клавдий Птолемей исследовал преломление света на границе воздух—вода и воздух—стекло.
Большую роль в развитии оптики как науки сыграли ученые Востока, в частности, ученые Персии Бахманяр аль-Азербайджани и Насреддин Туси. Они также имели свой взгляд на природу света и указывали, что свет имеет как свойства волны, так и свойства потока частиц.
Арабский учёный Ибн аль-Хайсам (Аль-Гасан) изучал законы преломления и отражения света. Он одним из первых высказал мысль о том, что источником световых лучей является не глаз, а светящиеся предметы. Он также доказал, что изображение предмета возникает в хрусталике глаза. Он сумел получить изображения предметов в плоских, выпуклых, вогнутых, цилиндрических стеклах и линзах; показал, что выпуклая линза дает увеличенное изображение.
Иоганн Кеплер в трактате «Дополнения к Виттелию» («Оптическая астрономия», 1604) изложил основы геометрической оптики, сформулировал закон об обратно пропорциональной зависимости освещённости и квадрата расстояния от источника.
Виллеброрд Снелл в 1621 году открыл закон преломления света (закон Снеллиуса).